# Oosterhout
Oosterhout és un municipi de la província del Brabant del Nord, al sud dels Països Baixos. L'1 de gener del 2009 tenia 54.235 habitants repartits sobre una superfície de 73,09 km² (dels quals 1,57 km² corresponen a aigua). Limita al nord amb Drimmelen i Geertruidenberg, a l'est amb Dongen i al sud amb Gilze en Rijen i Breda. 	

## Centres de població
- Oosterhout (47.920 h)
  - Baarschot
  - Groenendijk
  - Heikant
  - Heistraat
  - Hespelaar
  - Seters
  - Steelhovenls
  - Vijfhuizen
  - Vrachelen
- Dorst (Oosterhout) (2.440 h)
  - Steenoven
- Oosteind (1.350 h)
- Den Hout (1.210 h)
  - Eind van den Hout
  - Ter Aalst

## Ajuntament
- PvdA 8 regidors
- Gemeentebelangen 6 regidors
- CDA 5 regidors
- VVD 4 regidors
- SP 2 regidors
- Groen Brabant 2 regidors
- GroenLinks 1 regidor
- Gezond Burger Verstand 1 regidor
- D66 1 regidor
- Onafhankelijke Fractie 1 regidor